# Herbert Charles Brown
Herbert Charles Brown (London, 1912. május 22. – Lafayette, Indiana, 2004. december 19.) angol származású amerikai kémikus.

## Életpálya
Herbert Brovarnik néven anyakönyvezték. Kettő éves korában került Amerikába, 1935-ben kapott állampolgárságot. 1936-ban végzett a chicagói egyetemen, 1943-ig tanársegédként dolgozott. 1938-ban Ph.D. fokozatot szerzett. 1943-1947 között Detroitban a Wayne Állami Egyetemen docens, 1947-től pedig a Purdue Egyetemen tanított, ahol 1959-ben a Wetherill professzori címet szerzett, 1978-ban tiszteletbeli professzor lett.

## Kutatási területei
Bórhidridekkel kapcsolatos kutatásai a szervetlen reagensek egy új családjának kifejlesztéséhez vezettek. A szerves boránok felfedezésével a szerves szintézisek számára szolgáltatott hatékony és sokoldalú reagenscsaládot. Ismert a karbóniumionnal, azaz a szén-kationnal kapcsolatos munkássága is.

## Szakmai sikerek
- 1969-ben megkapta a National Medal of Science-t.
- 1979-ben kémiai Nobel-díjat kapott Georg Wittiggel együtt, a szerves és szervetlen bórvegyületekkel kapcsolatban végzett úttörő munkásságáért.
- A Purdue Egyetem kémiai karát róla nevezték el: Herbert C. Brown Kémiai Laboratórium.
- Tiszteletbeli tagja a National Academy of Sciences-nak.